# Vụ sập nhà Mumbra 2013
Ngày 4 Tháng Tư năm 2013, một tòa nhà sập đổ trên vùng bộ tộc ở Mumbra, một khu ngoại ô của Thane ở Maharashtra, Ấn Độ. Đây dược gọi là vụ sập nhà tệ nhất trong khu vực. 74 người chết, trong đó có 18 trẻ em, 23 phụ nữ và 33 nam giới, trong khi hơn 100 người sống sót. Việc tìm kiếm thêm những người sống sót kết thúc ngày 06 tháng 4 năm 2013.

## Thảm họa
Tòa nhà tám tầng xây bất hợp pháp trên một khu đất rừng thuộc ngoại ô Mumbai đổ sụp hoàn toàn vào chiều tối 4 tháng Tư.
Theo phát ngôn viên chính quyền địa phương, khi tai nạn xảy ra có khoảng từ 100 đến 150 người đang sinh sống ở bên trong, phần lớn họ là cư dân và công nhân xây dựng.
Sáu xe ủi đất cùng nhân viên cấp cứu với đủ loại dụng cụ được huy động đến hiện trường. Mãi đến chiều 5 tháng Tư vẫn còn hơn 20 người mất tích và ba tầng lầu vẫn chưa có thể kiếm nạn nhân được vì chúng nằm ép lên nhau như bánh mì kẹp.
Theo một bệnh viện ở gần bên, nạn nhân phần lớn bị thương ở đầu, cột sống và gãy xương. Ngoài ra một bé gái chỉ mới 10 tháng bị thương nhưng chưa biết cha mẹ là ai.

## Bối cảnh
Lúc tai nạn xảy ra, tòa nhà đang còn xây dở dang. Chỉ mới bốn tầng đã hoàn tất và có người dọn vào ở, còn ba tầng khác vừa mới xong, và tầng thứ tám đang xây thì bị sụp. Theo thanh tra cảnh sát, cấu trúc của tòa nhà rất yếu. Cảnh sát sau đó lùng kiếm các chủ xây dựng để bắt.
Sập cao ốc là chuyện xảy ra thường xuyên ở Ấn Độ vì chủ thầu thường dùng vật liệu tồi để xây, kể cả thiếu người chuyên môn giám sát. Nhu cầu nhà cửa quanh khu vực các đô thị lớn cùng với nạn tham nhũng khiến nhiều nhà thầu tự động xây thêm tầng lầu, hoặc có khi xây cả một cao ốc hoàn toàn bất hợp pháp.